# Munro Chambers
Munro Skylear Chambers (Ajax, 29 luglio 1990) è un attore canadese, noto per aver interpretato Wilder nella serie The Latest Buzz e Elijah "Eli" Goldsworthy in Degrassi: The Next Generation.

## Biografia
Munro Chambers è nato nel 1990 ad Ajax, nell'Ontario, figlio di Scott e Lorette Chambers. Ha un fratello gemello, Thomas, ed un fratello minore di nome Michael.
Esordisce come attore nel 1998 recitando nella serie televisiva Little Men. Dopo aver recitato in alcuni film televisivi entra nel cast della serie The Latest Buzz nel ruolo di Wilder.
Dal 2010 è nel cast della serie tv Degrassi: The Next Generation.

## Filmografia

### Attore

#### Cinema
- Godsend - Il male è rinato (Godsend), regia di Nick Hamm (2004)
- Bailey - Il cane più ricco del mondo (Bailey's Billion$), regia di David Devine (2005)
- Beethoven - L'avventura di Natale (Beethoven's Christmas Adventure), regia di John Putch (2011) Uscito in home video
- Ahead, regia di Alex Lee Williams - cortometraggio (2014)
- Turbo Kid, regia di François Simard, Anouk Whissell e Yoann-Karl Whissell (2015)
- Country Crush, regia di Andrew Cymek (2016)
- Sadie's Last Days on Earth, regia di Michael Seater (2016)
- Knuckleball, regia di Michael Peterson (2018)
- Hellmington, regia di Justin Hewitt-Drakulic e Alex Lee Williams (2018)
- Harpoon, regia di Rob Grant (2019)
- Riot Girls - Ragazze ribelli (Riot Girls), regia di Jovanka Vuckovic (2019)
- Entangled, regia di Gaurav Seth (2019)
- Taking the Fall, regia di Josh Marble (2021)
- The Retreat, regia di Pat Mills (2021)
- The Protector, regia di Lenin M. Sivam (2022)

#### Televisione
- Little Men – serie TV, 20 episodi (1998-1999)
- Doc – serie TV, 1 episodio (2002)
- Good Fences, regia di Ernest R. Dickerson – film TV (2003)
- Viaggio nel mondo che non c'è (A Wrinkle in Time), regia di John Kent Harrison – film TV (2003)
- Still Game – serie TV, 1 episodio (2004)
- Un delitto da milioni di dollari (Murder in the Hamptons), regia di Jerry Ciccoritti – film TV (2005)
- The Latest Buzz – serie TV, 68 episodi (2007-2010)
- Cracked – serie TV, 1 episodio (2013)
- The Divide – serie TV, 1 episodio (2014)
- Degrassi: Minis – serie TV, 6 episodi (2010-2014)
- Riftworld Chronicles, regia di Jonathan Williams – miniserie TV (2015)
- Degrassi: The Next Generation – serie TV, 155 episodi (2010-2015)
- The Stanley Dynamic – serie TV, 1 episodio (2016)
- Second Jen – serie TV, 6 episodi (2016)
- Ransom – serie TV, 1 episodio (2017)
- #VitalSignz, regia di Justin Hewitt-Drakulic e Alex Lee Williams – miniserie TV, 1 episodio (2017)
- Played – serie TV, 10 episodi (2017)
- Cardinal – serie TV, 2 episodi (2019)
- I misteri di Murdoch (Murdoch Mysteries) – serie TV, 1 episodio (2022)

### Doppiatore
- Watch Dogs: Legion – videogioco (2020)

### Produttore
- #VitalSignz, regia di Justin Hewitt-Drakulic e Alex Lee Williams – miniserie TV, 1 episodio (2017)

### Sceneggiatore
- Ahead, regia di Alex Lee Williams - cortometraggio (2014)

## Riconoscimenti
| Anno | Premio                | Categoria                                                | Lavoro                        | Risultato   |
| ---- | --------------------- | -------------------------------------------------------- | ----------------------------- | ----------- |
| 2014 | Canadian Screen Award | Miglior performance in una serie o programma per bambini | Degrassi: The Next Generation | Candidato/a |

## Doppiatori italiani
Nelle versioni in italiano delle opere in cui ha recitato, Munro Chambers è stato doppiato da:
- Alessio Puccio in Bailey - Il cane più ricco del mondo, The Latest Buzz
- Davide Perino in Beethoven - L'avventura di Natale